# Хребет Виконавчого комітету
Хребет Виконавчого комітету або Гори Виконавчого комітету (англ. Executive Committee Range) — гірський масив вулканічного походження на території Землі Мері Берд в Західній Антарктиді (76°50′ пд. ш. 126°6′ зх. д. / 76.833° пд. ш. 126.100° зх. д.).

## Географія
Гірський хребет складається з п'яти основних вулканів, які простяглися з півночі на південь більш, як на 85 км уздовж 126 меридіана західної довготи, між 76° 20' та 77° 20' південної широти в Землі Мері Берд, у Західній Антарктиді. Північна частина хребта розташована приблизно за 125 км на південь від узбережжя Бакутіса, практично на одному меридіані з островом Сайпла, та за ~180 км на південь від нього.

## Відкриття та дослідження
Хребет був виявлений експедицією США у Землі Мері Берд 15 грудня 1940 року, і названий на честь служби Виконавчого комітету США по Антарктиці. Окремі гори (наприклад, Гемптон, Вайсч) названі на честь членів Виконавчого комітету, а гора Сідлей, найвища і найвеличніша у хребті, була відкрита адміралом Річардом Бердом раніше, ще у 1934 році і названа на честь Мабелле Е. Сідлей, дочки Вільяма Хорліка, фабриканта і мецената, який зробив значний фінансовий внесок в антарктичну експедицію Берда у 1933–35 роках. Весь хребет був детально вивчений та відображений в деталях, геологічною службою США (USGS) за матеріалами обстежень ВМС США методом триметрогонної фотографії у 1958-60 роках.

## Найвищі вершини та піки
Хребет Виконавчого комітету включає в себе п'ять основних гірських масивів вулканічного походження: Сідлей, Гемптон, Вайсч, Гартіґен, Каммінґ та численну кількість піків, які відносяться до їх складу. Наступні найбільші вершини та піки вказані в цій таблиці:
| №   | Назва         | Назва англійською | Висота, м | Відносна висота, м | Координати                                                    | Ізоляція, км до:   |
| --- | ------------- | ----------------- | --------- | ------------------ | ------------------------------------------------------------- | ------------------ |
| 1   | Сідлей        | Sidley            | 4285      | 2517               | 77°2′ пд. ш. 126°6′ зх. д. / 77.033° пд. ш. 126.100° зх. д.   | 944,49 → Ґарднер   |
| *   | Доумані-Пік   | Doumani Peak      | 2675      |                    | 77°7′ пд. ш. 126°3′ зх. д. / 77.117° пд. ш. 126.050° зх. д.   |                    |
| 2   | Гемптон       | Hampton           | 3323      | ~1000              | 76°29′ пд. ш. 125°48′ зх. д. / 76.483° пд. ш. 125.800° зх. д. | 60,53 → Сідлей     |
| *   | Маркс-Пік     | Marks Peak        | 3323      | ~1000              | 76°29′ пд. ш. 125°48′ зх. д. / 76.483° пд. ш. 125.800° зх. д. | 60,53 → Сідлей     |
| *   | Вітні-Пік     | Whitney Peak      | 3005      |                    | 76°26′ пд. ш. 126°3′ зх. д. / 76.433° пд. ш. 126.050° зх. д.  |                    |
| 3   | Вайсч         | Waesche           | 3292      | ~800               | 77°10′ пд. ш. 126°54′ зх. д. / 77.167° пд. ш. 126.900° зх. д. | 25,4 → Сідлей      |
| *   | Чанг-Пік      | Chang Peak        | 2920      |                    | 77°5′ пд. ш. 126°43′ зх. д. / 77.083° пд. ш. 126.717° зх. д.  | 10,88 → Вайсч      |
| 4   | Гартіґен      | Hartigan          | 2815      | ~500               | 76°50′ пд. ш. 126°3′ зх. д. / 76.833° пд. ш. 126.050° зх. д.  | 23,77 → Сідлей     |
| *   | Боудетт-Пік   | Boudette Peaks    | 2815      | ~500               | 76°50′ пд. ш. 126°3′ зх. д. / 76.833° пд. ш. 126.050° зх. д.  | 23,77 → Сідлей     |
| *   | Лавріс-Пік    | Lavris Peak       | 2745      |                    | 76°49′ пд. ш. 125°56′ зх. д. / 76.817° пд. ш. 125.933° зх. д. | 2,88 → Боудетт-Пік |
| *   | Тусайнґ-Пік   | Tusing Peak       | 2650      |                    | 76°52′ пд. ш. 126°0′ зх. д. / 76.867° пд. ш. 126.000° зх. д.  | 3,76 → Боудетт-Пік |
| 5   | Каммінґ       | Annexstad Peak    | 2610      | ~300               | 76°41′ пд. ш. 125°52′ зх. д. / 76.683° пд. ш. 125.867° зх. д. | 16,08 → Лавріс-Пік |
| *   | Анніхстед-Пік | Annexstad Peak    | 2610      | ~300               | 76°41′ пд. ш. 125°52′ зх. д. / 76.683° пд. ш. 125.867° зх. д. | 16,08 → Лавріс-Пік |
| *   | Ле-Во-Пік     | Le Vaux Peak      | 2310      |                    | 76°40′ пд. ш. 125°43′ зх. д. / 76.667° пд. ш. 125.717° зх. д. |                    |
| 6** | Ґалла         | Galla             | 2520      | ~200               | 75°57′ пд. ш. 125°51′ зх. д. / 75.950° пд. ш. 125.850° зх. д. | 61,47 → Гемптон    |
| 7** | Алдаз         | Aldaz             | 2520      | ~200               | 76°4′ пд. ш. 124°24′ зх. д. / 76.067° пд. ш. 124.400° зх. д.  | 60,74 → Гемптон    |

* — піки без номера позиції, відносяться до гірського масиву вище вказаного вулкана.
** — за даними сайту Peakbagger.com [Архівовано 26 лютого 2011 у Wayback Machine.], гори Ґалла та Алдаз відносяться до хребта Виконавчого комітету, тому його довжина буде близько 150 км, а за даними сайту USGS [Архівовано 26 лютого 2012 у WebCite] ці вершини відносяться до Юсас-Укосу, при цьому довжина хребта становитиме 85 км.

## Виноски
1. ↑  Маркс-Пік — найвища вершина вулкана Гемптон.
2. ↑  Боудетт-Пік — найвища вершина вулкана Гартіґен.
3. ↑  Анніхстед-Пік — найвища вершина вулкана Каммінґ.